# Bob Woodward
Robert Upshur "Bob" Woodward, född 26 mars 1943 i Geneva, Illinois, är en amerikansk journalist. Han är mest känd för att tillsammans med sin reporterkollega Carl Bernstein vid The Washington Post ha bidragit till att avslöja Watergateskandalen.
Sedan dess har han skrivit 21 böcker om amerikansk politik/nutidshistoria, varav 13 har toppat bästsäljarlistan.

## Biografi
Bob Woodward växte upp i Wheaton i Illinois. Han tog en bachelorexamen vid Yale College 1965 med historia och engelsk litteratur som huvudämne. Han deltog även i Yales NROTC-program och tjänstgjorde fyra år efter examen som officer i USA:s flotta. Efter militärtjänstgöringen var han antagen till Harvard Law School men valde istället att börja som reporter för Washington Post.
Efter 2002 har Woodward gett ut fyra böcker om den amerikanska Bush-administrationens hantering av krigen i Afghanistan och Irak. Den första boken, Bush at War, handlar om kriget i Afghanistan och kom ut 2002. Våren 2004 utgav Woodward boken Plan of Attack, där han redogör för bakgrunden till beslutet att anfalla Irak året dessförinnan. Den tredje boken, State of Denial: Bush at War Part III, kom ut i september 2006. Den beskriver framför allt administrationens hantering av Irak efter invasionen. Den fjärde boken, The War Within, behandlar Bushadministrationens interna problem kring vad strategin i Irak gick ut på, ifall det ens fanns någon sådan. Böckerna bygger bland annat på ett omfattande intervjumaterial. Hans senaste bok, War, kom ut 2024.